# M1 (mina)
Le mine M1, M1A1 e M4 sono mine esplosive anticarro, circolari, metalliche, di fabbricazione statunitense ed aventi un piatto di pressione dalla tipica forma a croce. Queste mine furono utilizzate durante la seconda guerra mondiale ed una variante, prodotta in Argentina fu utilizzata durante la guerra delle Falkland. Attualmente alcune versioni, conosciute come mina "n.4" sono prodotte in Cina e se ne conoscono anche alcune prodotte in Ciad e Tunisia.
Premendo verso il basso il piatto a croce, questo va a toccare la spoletta, rompe il meccanismo di sicurezza e inverte una molla a tazza (o molla di Belleville), facendo scattare il percussore verso il basso contro un detonatore ed azionando quindi la mina. Il modello M4 si distingue per avere altri due pozzetti per la spoletta secondari atti alla realizzazione di un dispositivo anti-manomissione.

## Varianti
- M1 – la mina ha due bocche sulla superficie per effettuare il riempimento.
- M1A1 – la mina ha una sola bocca di riempimento.
- M4 – come la M1A1 ma con due pozzetti per la spoletta secondari, uno sul lato ed uno sul fondo.